# 切尼維爾 (伊利諾伊州)
切尼維爾（英語：Cheneyville）是位於美國伊利諾伊州弗米利恩縣的一個非建制地區。該地的面積和人口皆未知。

## 地理
切尼維爾的座標為40°28′09″N 87°35′05″W / 40.46917°N 87.58472°W，而該地的平均海拔高度為221米（即725英尺）。